# Nephilingis
Nephilingis é um gênero de aranhas da família Araneidae descrito no ano de 2013 por Kuntner. Este gênero possui quatro espécies, destas espécies, somente a N. cruentata é encontrada no Brasil.